# Château de Keruzoret
Le château de Keruzoret date du début du XVIe siècle, il est situé à Plouvorn, en France.

## Localisation
Le château est situé sur la commune de Plouvorn dans le département du Finistère, en région Bretagne.

## Description
L'édifice est de plan irrégulier en U. Le corps de logis principal et l'aile ouest sont reliés par un bâtiment corps polygonal demi-hors-œuvre. L'aile ouest se termine par un important pavillon rectangulaire. Le corps de logis est comprend un pavillon surélevé d'une étroite terrasse sur la cour. 
À l'est, le corps de logis est flanqué d'un pavillon sur lequel se greffe une étroite terrasse surélevée en retour sur la cour. Le bâtiment se caractérise par l'utilisation d'un appareil à assises alternées (alternance de couches de pierres de différentes). L'ornementation est de styles néogothique et néo-Renaissance.
La chapelle et le colombier se situent à proximité, au sud-est du château.

## Historique
Autour de l'an 1500, Hervé I de Kersaintgilly fait construire le manoir de Keruzoret. En 1537, son fils Hervé II fait construire une chapelle puis, au XVIIe siècle, la famille Le Borgne devient propriétaire du domaine par héritage. En 1666, Jean Le Borgne de Kéruzoret agrandit le château en y ajoutant l'aile est.
On peut alors y voir une pièce d'eau, un moulin, un colombier et une basse-cour. En 1785, la famille Kéruzoret remanie le manoir pour en faire un château neuf. La chapelle est reconstruite par la famille.
En 1865, Amaury de Kerdrel, (conseiller général du Finistère, maire de Plouvorn de 1880 à 1921) fait appel à Henri Parent, architecte parisien, pour transformer le vieux manoir. Les travaux continuent jusqu'en 1887 et donnent lieu à la destruction des bâtiments de service pour les reconstruire plus loin. Le pavillon est agrandi, la cour d'honneur ouverte sur le parc, les façades intégralement refaites notamment pour agrandir les fenêtres. Henri Parent transforme aussi la tour centrale et la galerie.
Le parc est percé d'allées et l'allée verte est aménagée vers l'ouest.
Le château est inscrit aux monuments historiques par arrêté du 7 mars 2007.

## Galerie

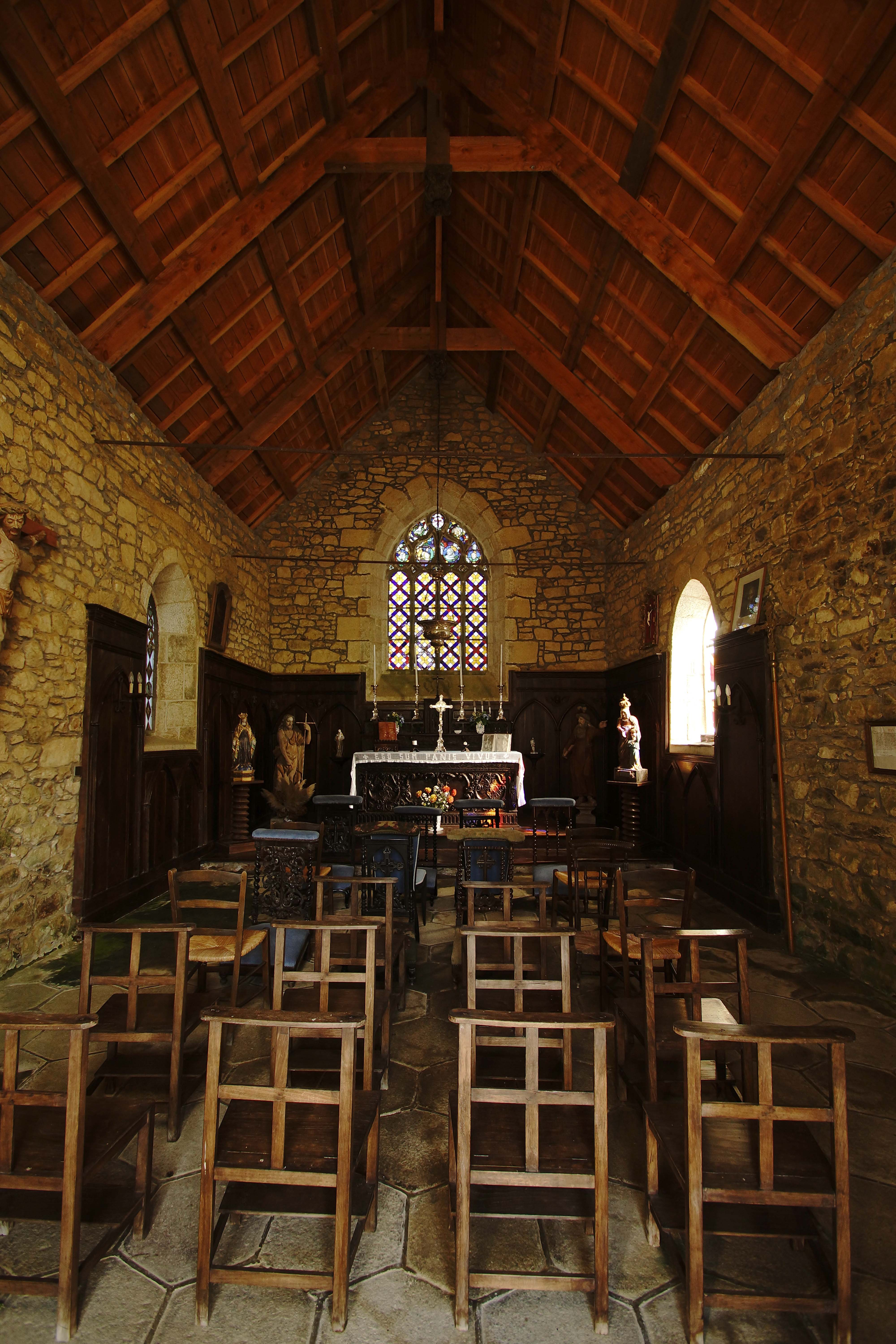
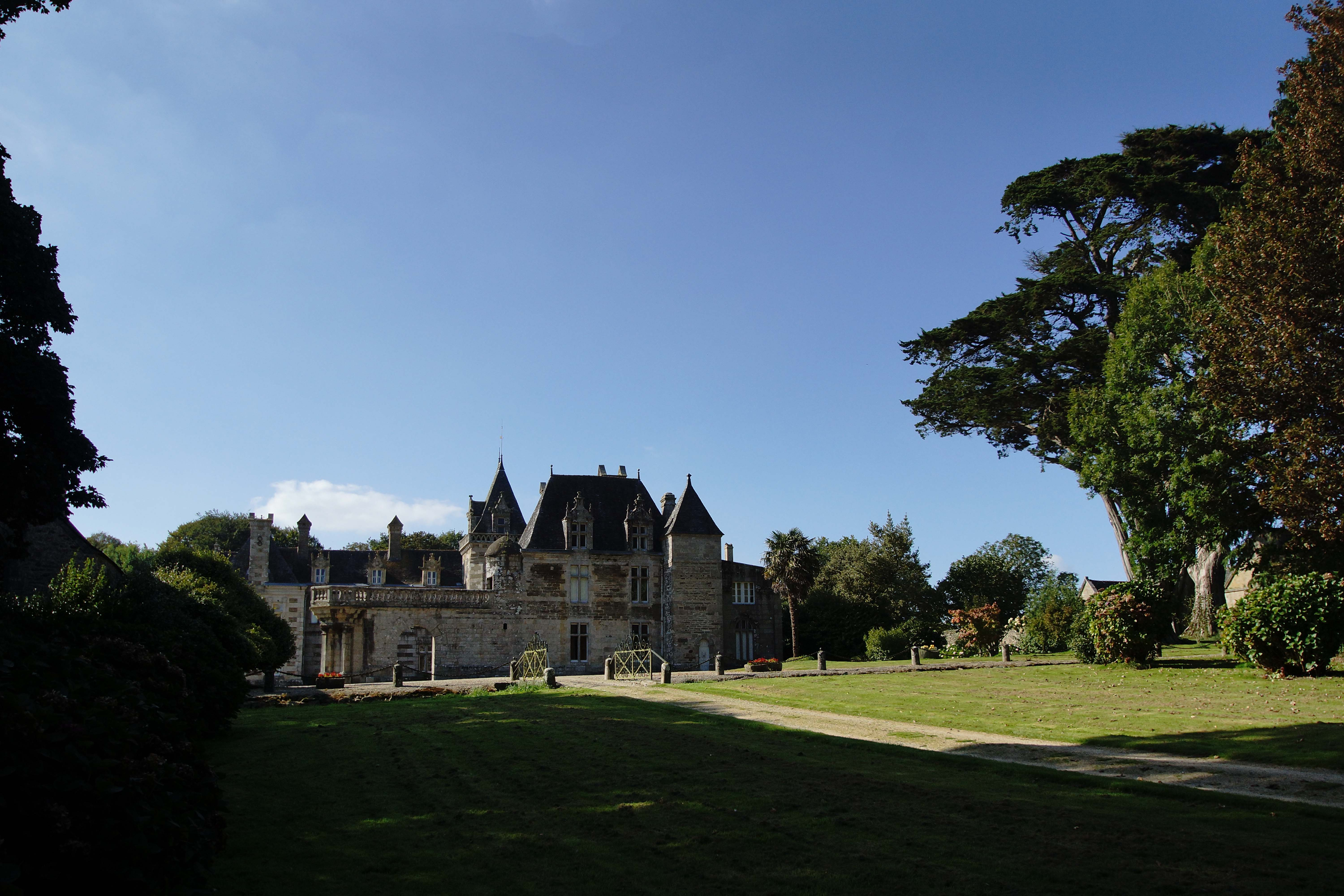
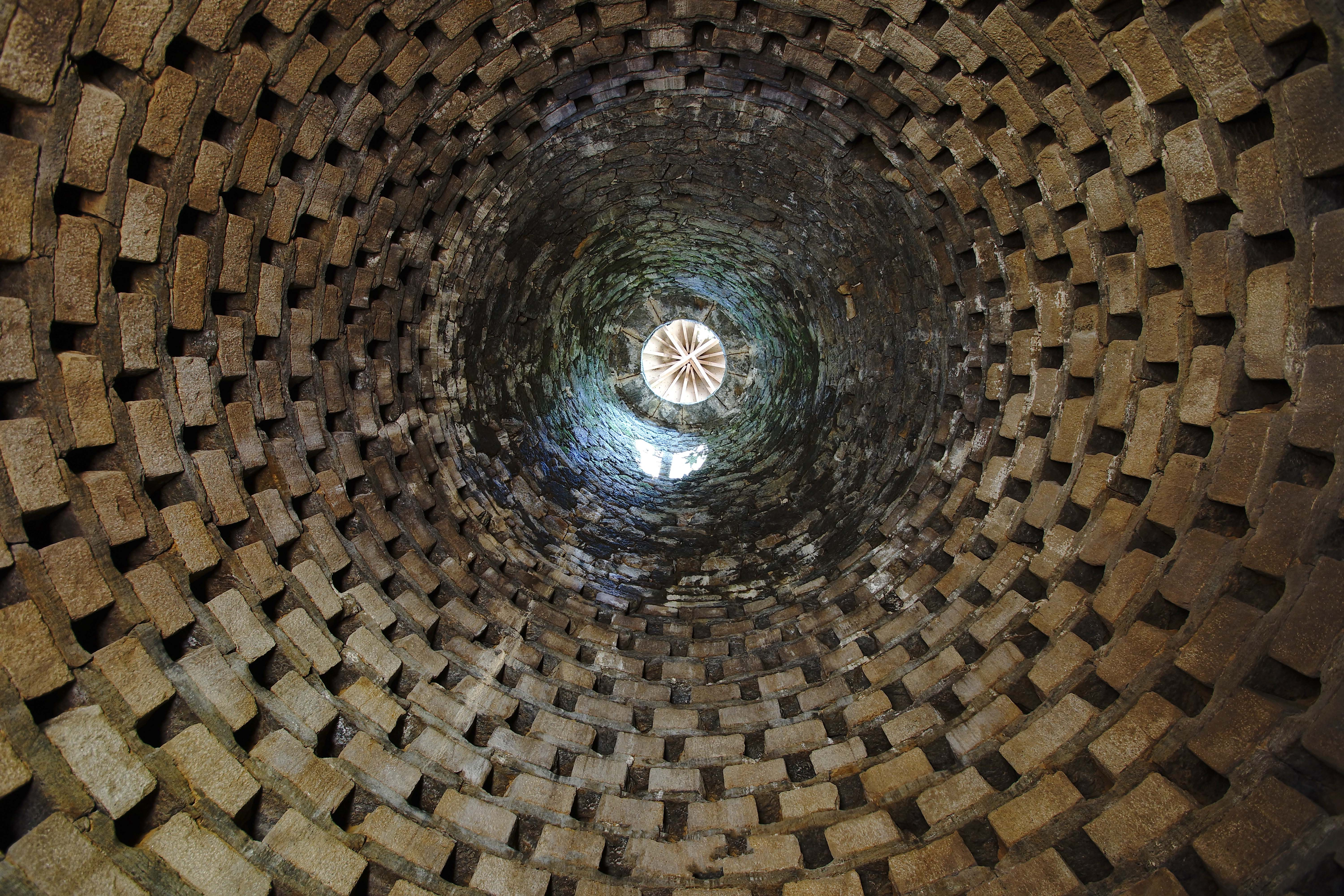